# Jože Šlibar
Jože Šlibar (18. ožujka 1934., Kovor pri Tržiču), slovenski skijaš skakač
Natjecao se na natjecanjima četiri skakaonice od 1959. do 1962. godine. 24. veljače 1961. postavio je svjetski rekord u skijaškim skokovima, doskočivši do 141 metar na njemačkoj skakalnici u Oberstdorfu. Poboljšao je deset godina stari rekord finskog skakača Tauna Luira za dva metra. Na istoj je skakaonici Šlibarjev rekord srušio češki skakač Dalibor Moteljek tri godine poslije, ali prije toga je rekord bio dva puta izjednačen. Najbolji plasman Šlibar je postigao 1. siječnja 1960. kad je osvojio treće mjesto na natjecanju u Garmisch-Partenkirchnu. Među desetoricu se uvrstio pet dana poslije, kad je bio deveti u Bischofshofenu. Ukupno je turnejo 1959./60. završio na četrnaestom mjestu.
Godine 2012. primljen je u Hram slovenskih športskih junaka.
Drugi slovenski skijaš skakač koji je postavio novi svjetski rekord je Peter Prevc, koji je to postigao letom od 250 metara i postao prvi u povijesti koji je preletio 250 metara. Bilo je to 14. veljače 2015. godine.

## Vanjske poveznice
- Službene stranice  Arhivirana inačica izvorne stranice od 26. ožujka 2010. (Wayback Machine)
- Profil na FIS[neaktivna poveznica]
- RTVSLO: Citat za prebrat: Jože Šlibar, pridobljeno 17. ožujka 2009.
- RTV Slovenija "Smrekova vejica je povedala: rekord je njegov". 25. veljače 2011.
- Normativna kontrola  Arhivirana inačica izvorne stranice od 20. veljače 2021. (Wayback Machine) CONOR